# Marienborg (przystanek kolejowy)
Marienborg – stacja kolejowa w Trondheim, w gminie Trondheim w regionie Trøndelag w Norwegii, jest oddalona od Oslo o 549 km

## Położenie
Jest końcową stacją linii Stavnebanen i należy do linii Dovrebanen Jest położony 3 km od dworca w Trondheim przy szpitalu św. Olafa.

## Ruch pasażerski
Obsługuje bezpośrednie połączenia do Oppdal, Lerkendal, Steinkjer i międzynarodowe połączenie do szwedzkiego miasta Östersund.

## Obsługa pasażerów
Poczekalnia, parking, parking dla rowerów.